# Circolo Nautico Posillipo 1986-1987
Questa voce raccoglie le informazioni riguardanti il Circolo Nautico Posillipo nelle competizioni ufficiali della stagione 1986-1987.

## Rosa
| N° |                       | Ruolo | Giocatore                      |
| -- | --------------------- | ----- | ------------------------------ |
|    | Jugoslavia (bandiera) | P     | Milorad Krivokapić             |
|    | Italia (bandiera)     |       | Stefano Postiglione (Capitano) |
|    | Italia (bandiera)     |       | Fulvio Di Martire              |
|    | Italia (bandiera)     |       | Massimo Fiorentino             |
|    | Italia (bandiera)     |       | Michele Baviera                |
|    | Italia (bandiera)     |       | Franco Porzio                  |
|    | Italia (bandiera)     |       | Mario Fiorillo                 |

| N° |                   | Ruolo | Giocatore         |
| -- | ----------------- | ----- | ----------------- |
|    | Italia (bandiera) |       | Giuseppe Porzio   |
|    | Italia (bandiera) |       | Claudio Palumbo   |
|    | Italia (bandiera) |       | Marco Postiglione |
|    | Italia (bandiera) |       | Piero Fiorentino  |
|    | Italia (bandiera) |       | Carlo Siena       |
|    | Italia (bandiera) |       | Massimo Galante   |
|    | Italia (bandiera) |       | Elios Marsili     |